# Prosthaptus zululandicus
Prosthaptus zululandicus es una especie de coleóptero de la familia Cantharidae.

## Distribución geográfica
Habita en Sudáfrica.